# Démocratie populaire
« Démocratie populaire » est un terme issu du lexique politique communiste pour distinguer les États communistes des démocraties libérales, que les communistes désignent plutôt sous le terme de « républiques bourgeoises » ou de « pays capitalistes ».
Le terme a été largement utilisé dans un but de propagande pour masquer les pratiques dictatoriales et les inégalités de classe des régimes se réclamant du marxisme-léninisme, imposés après la Seconde Guerre mondiale dans les pays d'Europe centrale et orientale libérés, puis occupés par l'Armée rouge, et composant l'ensemble connu sous le nom de bloc de l'Est.

## Origines du terme
Selon l'analyse de la lutte des classes, il faut distinguer la « démocratie formelle » (dont le pluripartisme des « pays capitalistes », défini comme factice et visant à égarer le peuple) de la « démocratie populaire » des « pays socialistes » (où le peuple est censé exercer directement le pouvoir à travers des conseils ou soviets communaux, départementaux, provinciaux et ainsi de suite).
Déjà les premiers bolcheviks, dont Léon Trotski, différencient la « démocratie formelle » des pays capitalistes de la « démocratie prolétarienne » qui doit concerner non seulement le prolétariat mais également la classe paysanne avec laquelle le prolétariat doit faire alliance pour conquérir le pouvoir. Des formulations équivalentes se retrouvent chez Lénine et Trosky. Lénine estime, dans L'État et la Révolution, que « La dictature du prolétariat est un élargissement considérable de la démocratie, devenue pour la première fois démocratie pour les pauvres, démocratie pour le peuple et non pour les riches ». Léon Trotsky utilise le terme, écrivant, dans La Révolution permanente (1936) : « Nous pouvons d'ores et déjà affirmer avec certitude que la Chine aussi bien que l'Inde ne pourront arriver à une véritable démocratie populaire, c'est-à-dire ouvrière et paysanne, qu'au moyen de la dictature du prolétariat ».
Mais historiquement et dans la pratique, la « dictature du prolétariat », que ce soit au niveau communal, provincial ou national, s'est avérée être celle du parti unique (dit tantôt « ouvrier », tantôt « communiste ») et de ses bureaucrates, policiers et militaires. Par conséquent, le terme « démocratie populaire » est devenu un paradoxe sémantique puisque les régimes ainsi désignés avaient une praxis politique autoritaire et impopulaire. Il est, de plus, un pléonasme étymologique puisque le mot démocratie est déjà basé sur les mots grecs demos (peuple) et kratos (pouvoir).

## Définition en tant que système de gouvernement et usages de propagande
C'est à partir de la fin de la Seconde Guerre mondiale, et principalement sous l'impulsion de Joseph Staline, que le terme de « démocratie populaire » entre réellement dans le vocabulaire politique courant. L'expression est d'abord utilisée, durant le conflit mondial, par la propagande du Parti communiste de Yougoslavie de Tito : Staline l'adopte et conseille au gouvernement du régime communiste polonais, mis en place en décembre 1944, de l'utiliser. Il définit la « démocratie populaire », sans plus de précisions, comme une « démocratie d'un type nouveau et amélioré, grâce à l'absence de la classe des capitalistes ». L'expression est employée dans un but propagandiste, avec pour objectif de susciter l'émulation chez les populations d'Europe de l'Ouest. Dans la pratique, les régimes dits de « démocratie populaire » apparus à la fin de la Seconde Guerre mondiale évoluent dès leurs premières années d'existence vers la domination d'un parti unique, ou d'une coalition unique formée du parti communiste local et de ses partis d'appoint. Durant la période de la guerre froide, le terme de « démocratie populaire » se retrouve avec constance dans la propagande communiste : le Kominform publie ainsi une revue intitulée Pour une paix durable, pour une démocratie populaire.
Le terme de « démocratie populaire » est notamment utilisé pour désigner les régimes européens dits du bloc de l'Est, apparus en tant qu'États satellites de l'URSS : république fédérative socialiste de Yougoslavie (en rupture avec l'URSS après 1948), République démocratique allemande, République socialiste tchécoslovaque, République populaire de Hongrie, république populaire de Pologne, république socialiste de Roumanie, république populaire socialiste d'Albanie (en rupture avec l'URSS après 1960) et république populaire de Bulgarie. Ces régimes étaient caractérisés par :
- sur le plan politique, la position constitutionnelle de jure des partis d'inspiration marxiste-léniniste comme « partis uniques » dans leurs pays respectifs, et « organes dirigeants de l’État », interdisant de facto la constitution d’associations, syndicats ou autres structures sociales indépendantes du pouvoir, et imposant un courant de l’autorité et de légitimité » (souveraineté), allant du sommet (le Comité Central) vers la base (les autres structures du Parti, les citoyens)… ;
- sur le plan logistique, la présence massive des polices politiques dans la société, active par la censure, l’écoute aléatoire et sans aucun contrôle juridique des conversations téléphoniques, l’ouverture du courrier, le quadrillage territorial, institutionnel et professionnel systématique du pays… ;
- sur le plan économique, une stricte planification d’état, ne touchant pas seulement les orientations macro-économiques et au commerce international, mais aussi tous les aspects de la production, de la distribution et de la consommation, souvent au mépris des ressources disponibles, des possibilités techniques, de l'environnement et des besoins de la population, interdisant toute forme d’autogestion et induisant des inégalités entre la bureaucratie du Parti et de l'État qui disposait d’un niveau de vie élevé, et le reste de la population confronté à une pénurie permanente d’énergie, de denrées, de produits finis et de services (ce qui encourageait le développement d’une économie informelle, mais spéculative)… ;
- sur le plan social, un strict contrôle des activités culturelles, des médias et des droits des citoyens à l’opinion, à l’expression et au déplacement (nécessitant des autorisations et divers visas préalables pour changer d’emploi, de domicile, de résidence à l'intérieur du pays, et encore plus pour voyager hors du pays, et surtout dans les pays non-communistes).

Ces aspects ont parfois valu à ces régimes le qualificatif de « totalitaires », fermement récusé par leurs défenseurs, qui niaient ces caractéristiques et la pertinence des témoignages et des analyses les dénonçant, comme celles de David Rousset.
Les régimes politiques se présentant comme des « démocraties populaires » utilisent fréquemment des appellations officielles comme « république démocratique », « république populaire » ou « république socialiste », ainsi que diverses variantes. Ces différences de nom n'impliquent pas de divergences politiques de fond quant aux formes de gouvernement ou aux politiques suivies par ces différents États. L'usage de ces dénominations n'est pas une constante, ni une obligation, le changement d'appellation pouvant intervenir pour souligner une évolution législative ou constitutionnelle, ou réaffirmer la nature du régime et son passage à un stade politique déterminé. Le Parti communiste tchécoslovaque a ainsi été au pouvoir dès 1948 après le coup de Prague, mais a attendu 1960 pour abandonner la désignation officielle de République tchécoslovaque au profit de celle de République socialiste tchécoslovaque, lors de l'adoption d'une nouvelle constitution. Pareillement, Nicolae Ceaușescu abandonne en Roumanie l'appellation de République populaire roumaine au profit de celle de république socialiste de Roumanie.
Si l'expression « démocratie populaire » fait rapidement partie du vocabulaire des mouvements communistes, elle n'est cependant pas réellement définie en tant que forme concrète de gouvernement. Mátyás Rákosi, secrétaire général du Parti des travailleurs hongrois et dirigeant de la république populaire de Hongrie, a avoué qu'il ignorait initialement ce que signifiait au juste le terme. En 1945, Georgi Mikhailov Dimitrov définit la démocratie populaire comme un « pouvoir démocratique, reposant sur la coopération des pouvoirs politiques antifascistes avec un rôle essentiel des communistes et des forces de la gauche », soit un système différent de la dictature du prolétariat et du pouvoir soviétique. En décembre 1948, le même Dimitrov, secrétaire général du Parti communiste bulgare et premier ministre de la république populaire de Bulgarie, donne la définition de la démocratie populaire comme un « État s'inspirant de la théorie marxiste et réalisant le passage du capitalisme au socialisme » ; il définit par la suite la démocratie populaire comme étant tout simplement une nouvelle forme de dictature du prolétariat. L'usage du terme semble avoir été, dans l'optique de Staline, purement opportuniste dans le contexte de la prise du pouvoir en Europe de l'Est par les partis communistes, alors que ceux-ci n'avaient pas encore de plan précis en 1944-1945. La démocratie populaire a été également décrite comme une phase de gouvernement « chargée de préparer le passage à la révolution socialiste ».
L'historien Archie Brown, tout en soulignant l'aspect pléonastique de l'expression, considère que l'URSS, en désignant ses pays satellites sous ce vocable, les identifie comme des États en voie d'évolution vers le socialisme, et n'ayant donc pas entièrement terminé leur transition politique. La chute des régimes communistes en Europe met un terme aux régimes européens dits de démocratie populaire.
L'usage du terme démocratie populaire, ou d'appellations équivalentes, n'est cependant pas limité à l'Europe, bien qu'il ait pu être utilisé pour désigner de manière restrictive l'ensemble des seuls régimes marxistes-léninistes européens ; le terme a été également revendiqué par les régimes de type communiste apparus en Asie et en Afrique. En Afrique, le terme de démocratie populaire, défini selon les cas comme la participation accrue des « masses populaires » à l'exercice du pouvoir a été utilisé dans le vocabulaire de régimes politiques comme la république populaire du Congo, la république populaire du Bénin, la république populaire d'Angola ou la république populaire du Mozambique. Ahmed Sékou Touré, président de la Guinée, distinguait trois stades, celui de la « démocratie nationale », celui de la démocratie populaire, et enfin celui de la « démocratie populaire et révolutionnaire », cette dernière phase correspondant, selon lui, à un système non seulement de parti unique, mais de parti-État. Dans le monde arabe, la république démocratique populaire du Yémen (ou Sud Yémen) était officiellement définie par sa constitution comme une démocratie populaire.
La république populaire de Chine se définit, dès sa fondation, comme une « nouvelle démocratie », basé sur la « dictature démocratique du peuple » ; le pays se définit encore aujourd'hui comme « un État socialiste de dictature démocratique populaire, dirigé par la classe ouvrière et basé sur l'alliance des ouvriers et des paysans ». Le terme de démocratie populaire apparaît dans les discours officiels des gouvernements de Cuba et du Laos. La constitution de Cuba dispose : « Les organes de l'État se forment et développent leur activité sur la base des principes de la démocratie socialiste (...) les masses populaires contrôlent l'activité des organes de l'État, des députés, des délégués et des fonctionnaires ». La constitution du Laos se présente comme « celle d'un régime de démocratie populaire pour notre pays ». Le Viêt Nam considère avoir été le « premier État de démocratie populaire dans la région [du sud-est asiatique] », à partir de la proclamation en 1945 de la république démocratique du Viêt Nam par Hô Chi Minh. La Corée du Nord (de son nom officiel la république populaire démocratique de Corée) compte parmi ses objectifs affichés l'accomplissement de « la tâche révolutionnaire de la démocratie populaire dans le pays », l'expression désignant la réunification avec la Corée du Sud sous l'égide du régime nordiste.
L'usage de l'expression « démocratie populaire » n'est cependant pas strictement limité aux régimes de type marxiste-léniniste et classés comme communistes : on le retrouve sous cette forme ou sous diverses variantes, sinon dans la dénomination officielle du type de gouvernement, du moins dans le vocabulaire politique de divers pays. Des partis politiques peuvent, par ailleurs, utiliser l'appellation « démocrate populaire », sans être pour autant affiliés en aucune façon à l'idéologie marxiste-léniniste et en prônant simplement le socialisme.

## Usages voisins
La première Constitution de l'Algérie en 1963, tout en fixant l'objectif d'une « démocratie socialiste », dispose : « L'Algérie est une république démocratique et populaire ». La Constitution de 1996 maintient la définition du pays comme « une république démocratique et populaire » (l'appellation officielle de l'Algérie demeure République algérienne démocratique et populaire) mais ne mentionne plus la « démocratie socialiste ».
En Libye, Mouammar Kadhafi proclame en 1977 le régime dit de la Jamahiriya, censé fonctionner selon un système de démocratie directe. L'article 3 de la Déclaration sur l'avènement du Pouvoir du peuple, qui tient lieu de Constitution en Libye, dispose : « La démocratie populaire directe est la base du système politique de la Jamahiriya arabe libyenne populaire socialiste, dans laquelle le pouvoir est entre les mains du peuple seul ».
La  République d'Irak de 1968 à 2003 était dirigée par le parti Baas irakien sous la présidence de Ahmad Hassan al-Bakr et de Saddam Hussein et elle prônait le socialisme arabe et le panarabisme.
Hugo Chávez, ancien président de la république bolivarienne du Venezuela (poste désormais occupé par Nicolás Maduro) qui se réclamait du « socialisme du XXIe siècle » et du bolivarisme, prônait une « démocratie populaire et participative ».
Evo Morales, l'ancien président et Luis Arce, l'actuel président, de l'État plurinational de Bolivie, membres du Mouvement vers le socialisme, se réclament du socialisme du XXIe siècle, du bolivarisme et de l'indigénisme.